# Adorazione dei Magi (Geertgen tot Sint Jans Amsterdam)
L'Adorazione dei Magi è un dipinto del pittore olandese Geertgen tot Sint Jans, realizzato circa nel 1480-1485 e conservato al Rijksmuseum di Amsterdam nei Paesi Bassi.

## Storia

### Provenienza
Questo dipinto è uno dei tre dipinti dell'Adorazione dei Magi di Geertgen che gli sono stati attribuiti sulla base di somiglianze stilistiche.La provenienza di questo dipinto risale solo al suo acquisto nel 1904. Insieme alle altre due versioni, è basato su un'opera di Hugo van der Goes a Berlino. 

## Descrizione
L'Adorazione dei Magi mostra i tre magi che portano doni. Re Melchiorre è mostrato inginocchiato davanti a Gesù Bambino e offre il suo dono di monete d'oro. La sua corona rimossa giace ai suoi piedi. Dietro di lui re Gaspare, con la corona penzolante dietro la testa, prende in dono l'incenso da un assistente pronto a presentarlo. A sinistra re Baldassarre, ritratto come un re dalla pelle scura, porta ancora la corona e tiene in mano un globo di mirra. Sullo sfondo, sopra le loro teste, si vede il seguito di ciascuno dei tre magi. I magi vengono così mostrati due volte, una in primo piano e ancora in miniatura sullo sfondo, arrivando con il loro seguito dall'Africa, dall'Europa e dall'Asia. Un esame radiografico del disegno di base mostra che originariamente il seguito europeo di Melchior lo faceva cavalcare e questo fu poi cambiato in un dromedario. Ciò è sorprendente, perché i primi cammelli nei dipinti dei "Tre re" tendono a rappresentare il seguito di Baldassarre, che si diceva provenisse dall'Etiopia (spesso inteso a simboleggiare il resto dell'Africa).